# غارهای سوف عمر

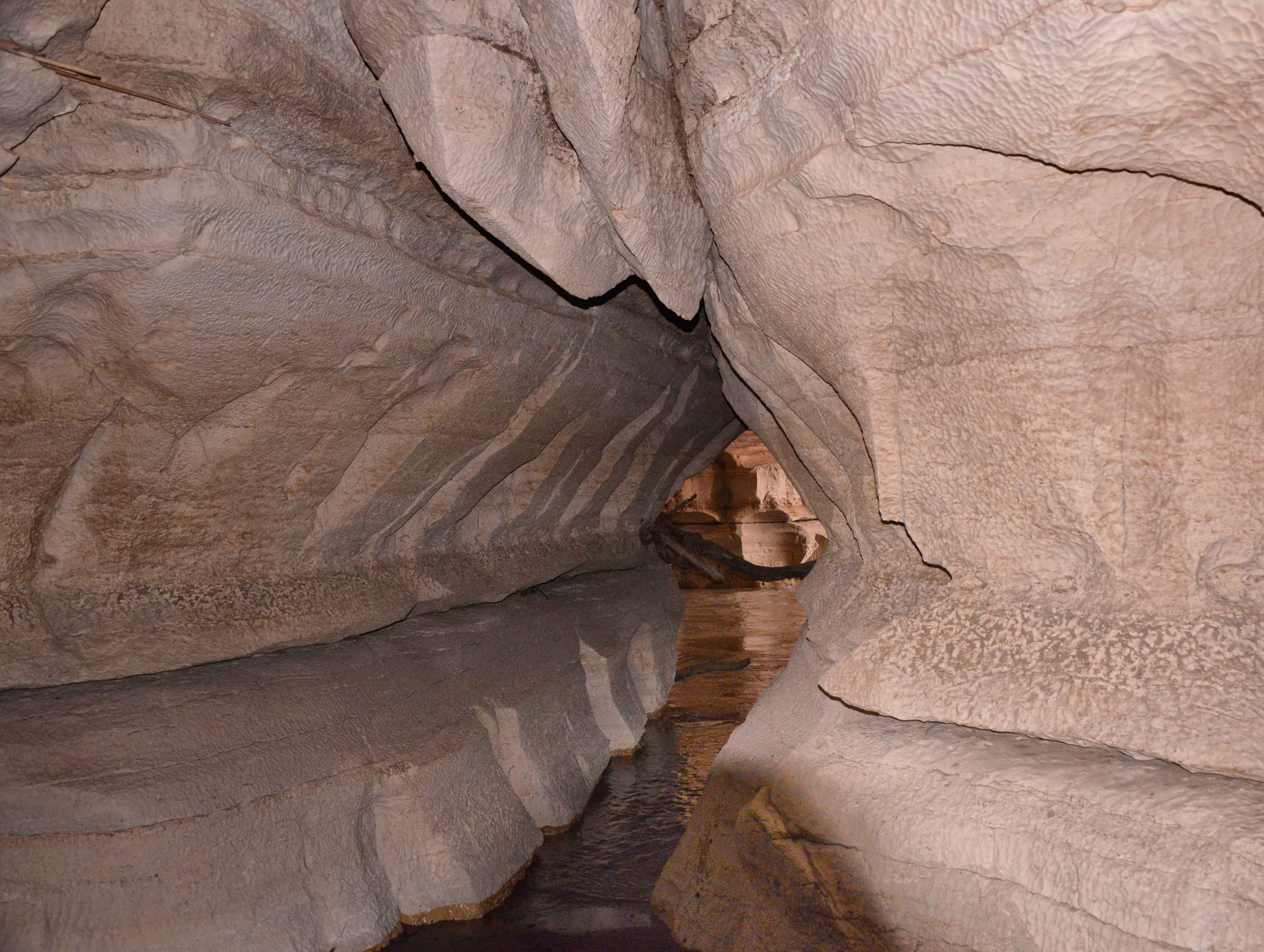

غارهای سوف عمر (انگلیسی: Sof Omar Caves) طولانی‌ترین غار در اتیوپی با طول ۱۵٫۱ کیلومتر (۹٫۴ مایل) است. زمانی که در سال ۱۹۷۲ مورد بررسی قرار گرفت، طولانی‌ترین غار در آفریقا بود. از آن زمان، اکتشافات جدیدی در ماداگاسکار (غار ماروساکابه - ۱۱۳ کیلومتر) و الجزائر (غار رهر بو معزا - غار رودخانه تافنا ۱۸٫۴ کیلومتر) انجام شد که از آن پیشی گرفته‌اند.
این غار در شرق گینیر، در منطقه باله شرقی از منطقه اورومیا در جنوب‌شرقی اتیوپی قرار دارد و رودخانه وییب (رودخانه گستر) از آن عبور می‌کند. این غار در ورودی آی‌و مکّو فرومی‌رود و در بازگشت در هولوکا به فاصله ۱ کیلومتر (۰٫۶۲ مایل) پدیدار می‌شود. طبق سنت، سوف عمر نام مردی مسلمان است که در این منطقه زندگی می‌کرد و آی‌و نام دختر او بود. مکّو و هولوکا کلمات محلی برای «نام» و «غار» به ترتیب هستند. این غار مدت‌هاست که به عنوان یک مرکز مذهبی شناخته می‌شود و هم برای اسلام و هم برای جاندارانگاری مردم محلی اورومو مقدس است. این غار به خاطر ستون‌های زیادی که دارد، به‌ویژه در «اتاق ستون‌ها»، شناخته می‌شود. از سال ۲۰۱۱، این سایت به فهرست موقت یونسکو افزوده شده و هنوز برای ثبت احتمالی مورد بررسی قرار نگرفته است.

## تاریخچه اکتشافات

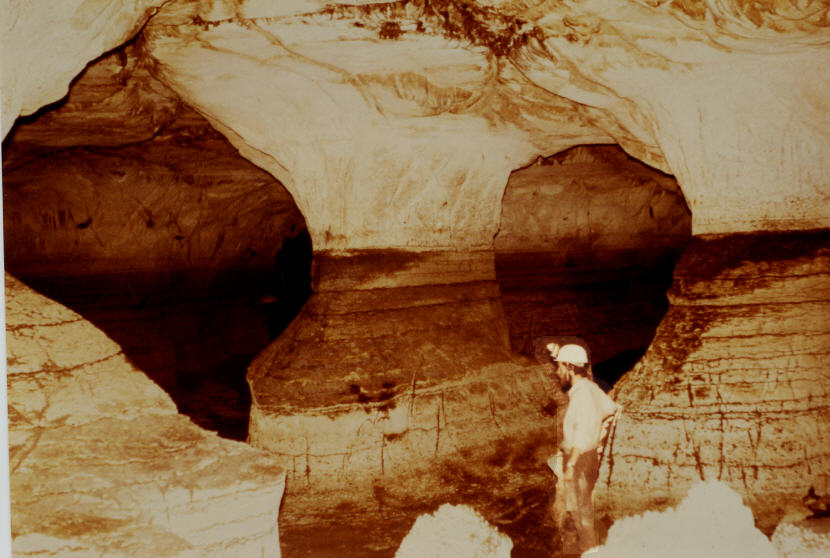
اتاق ستون‌ها: مجموعه‌ای از قوس‌های فریاتیک متصل؛ علامت‌های گل‌ولای نشان‌دهنده سطح سیلاب در فصل بارانی هستند.

آرتور دانلدسون اسمیت در سال ۱۸۹۴ سفر خود به این غار را ثبت کرده است. یک کاشف ایتالیایی نیز در سال ۱۹۱۳ به این غار پرداخت. در سال ۱۹۳۴، آبه بریل تحقیقات باستان‌شناسی را در این منطقه انجام داد. ایتالیایی‌ها احتمالاً در زمان اشغال ایتالیا در اتیوپی از این غار بازدید کرده‌اند، اما به نظر نمی‌رسد که هیچ‌یک از این کاوشگران اولیه سفر کاملی از آی‌و مکّو به هولوکا انجام داده باشند.
در سال ۱۹۶۷، اریک رابسون، کریس کلافام و کبیر احمد به اکتشاف و بررسی این غار پرداخته و ۸ کیلومتر از مسیر غار را ثبت کردند. پس از این، هیئت گردشگری اتیوپی بروشوری در مورد این غار منتشر کرد. گرچه این منطقه به راحتی قابل دسترسی نبود و صنعت گردشگری ماجراجویانه هنوز وجود نداشت، تعدادی از بازدیدکنندگان شجاع به این غار دورافتاده سفر کردند.
در فوریه ۱۹۷۱،  تئودور مونو از موزه ملی تاریخ طبیعی ، بیل مورتون (عضو سابق انجمن غارشناسی دانشگاه منچستر)، یک زمین‌شناس از دانشگاه هایله سلاسی I و آتو مزموره هایلمسکال، ۱ کیلومتر دیگر از مسیرهای جدید غار را ثبت کردند. در همان سال، دیک اشفورد و مالکوم لارگن از دانشگاه هایله سلاسی یک مطالعه در مورد برخی از خفاش‌های موجود در غار انجام دادند.
در سال ۱۹۷۲، یک هیئت بریتانیایی به اتیوپی رسید که تیمی از جمله دیک رامسدن و تیم رنوویز (باشگاه غارپیمایی پرستون)، سایمون آمات (باشگاه کارابینر پلی‌تکنیک بیرمنگام)، دیو کتلین (باشگاه حفره‌سازی دانشگاه بردفورد)، پل رامسدن (مرکز اسکاوت وهرن‌ساید مانور)، تری ریانور (نهمین و دوازدهمین لانسری سلطنتی) و استیو ورثینگتون (انجمن غارشناسی دانشگاه شفیلد) را شامل می‌شد. این تیم با کمک اولیه بیل مورتون اکتشاف و نقشه‌برداری سیستماتیک غارهای سوف عمر را انجام داده و گزارشی کامل از یافته‌های خود را در Transactions of the Cave Research Group of Great Britain منتشر کردند. این تیم ۶٫۱ کیلومتر (۳٫۸ مایل) از مسیرهای جدید را کشف کرد که مجموع طول مسیرهای شناخته‌شده را به ۱۵٫۱ کیلومتر (۹٫۴ مایل) رساند.

## توپوگرافی

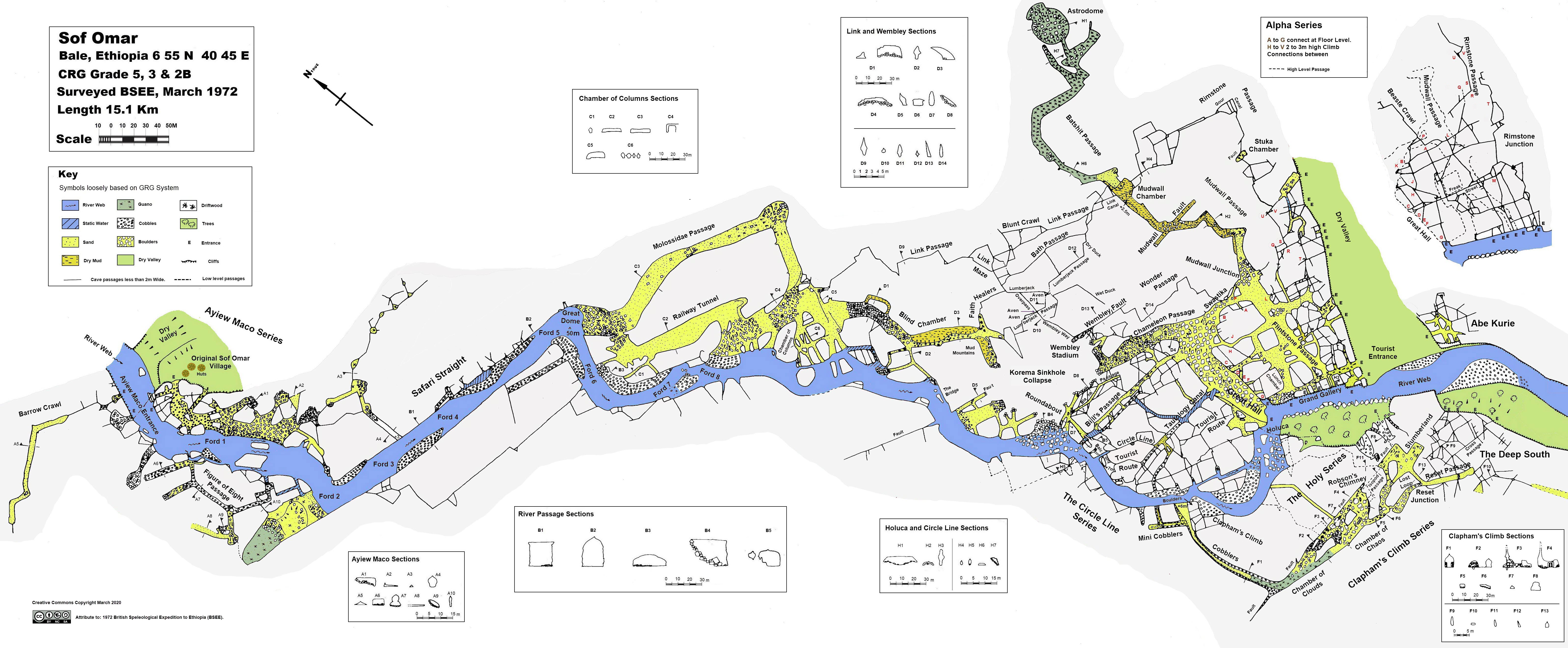
نقشه‌برداری شده توسط تیم اکتشافی غارشناسی بریتانیا در ۱۹۷۲

هنگامی که از گورو به سمت سوف عمر نزدیک می‌شوید، بوته‌های کم‌ارتفاع به‌طور ناگهانی ۹۰ متر به یک دره عمیق سقوط می‌کنند. رودخانه وب از کوه‌های باله به ارتفاع ۴٬۳۰۰ متر (۱۴٬۱۰۰ فوت) عبور کرده و از لایه‌های سنگ آهک آنتول در یک ناحیه به عرض ۱۵۰ کیلومتر (۹۳ مایل) به سمت غار حرکت می‌کند. در زمان‌های گذشته، رودخانه در مسیری پیچیده به سمت چپ می‌چرخید. 
در نقطه‌ای سنگ آهک حل شده و یک سری مسیرهای اشباعی ایجاد شد که به اندازه‌ای بزرگ شدند که جریان کامل رودخانه وب را به خود جذب کردند. در نهایت، رودخانه رودپیچ شده و دره‌ای خشک از ورودی غار در آی‌و مکّو تا بازگشت در هولوکا ایجاد شد. روستای سوف عمر در نزدیکی آی‌و مکّو در دره خشک قرار دارد. پر شدن دره باعث شده که ارتفاع آن به حدود ۴۵ متر بالاتر از رودخانه وب برسد، قبل از اینکه دوباره به ساحل سنگریزه‌ای پایین‌دست هولوکا کاهش یابد. ویژگی غالب دیگر یک فروچاله به عرض ۱۰۰ متر (۳۳۰ فوت) و عمق ۶۰ متر (۲۰۰ فوت) است که در فلات بازالت مستقر در بالای غار قرار دارد.

## توصیف

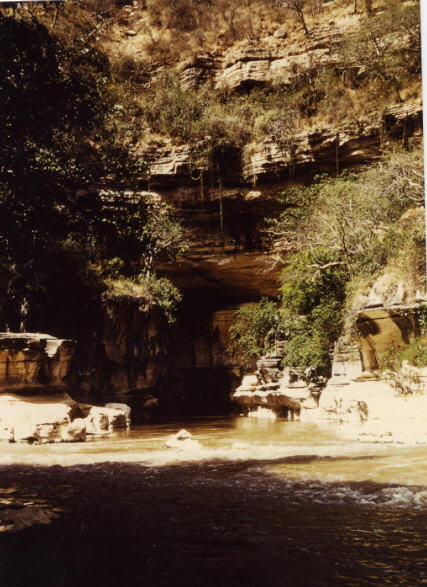
رودخانه وب که وارد ورودی آی‌و مکّو غار سوف عمر می‌شود. دره خشک، روستای سوف عمر و ورودی‌های روستایی در سمت چپ هستند.

غار از یک شبکه از شکاف‌ها تشکیل شده است: یک مجموعه به‌طور تقریبی در جهت شمال به جنوب و دیگری در جهت شرق به غرب قرار دارند. این زیگزاگ از مسیرها به‌طور تقریبی به سمت جنوب شرقی می‌رود. سوف عمر ۴۲ ورودی دارد، اما به‌طور کلی تنها چهار ورودی برای دسترسی به غار مفید هستند:
- دو ورودی روستایی بالادست (یکی در شرق و یکی در غرب روستا)
- ورودی گردشگری پایین‌دست از بازگشت هولوکا، در نقطه‌ای که پیچ رودخانه خشک به رودخانه وب می‌پیوندد
- ورودی بانک راست پایین‌دست هولوکا که به بخش جنوبی عمیق از سری صعود کلاپام دسترسی دارد.

ورود به غار از هر یک از ورودی‌های روستایی، بازدیدکننده از یک حرم که توسط مردم محلی استفاده می‌شود عبور می‌کند. سری آی‌و مکّو مجموعه‌ای از مسیرهای متصل است که عرض آنها بین ۱ متر تا ۱۰ متر متغیر است. برخی از این مسیرها می‌توانند به ساحل سنگریزه‌ای در بانک چپ رودخانه برسند. یک سری مسیرهای کمتر پیچیده در بانک راست وجود دارد. این مسیرها احتمالاً به آنهایی که در بانک چپ بودند متصل می‌شدند تا زمانی که به دلیل عمل منطقه هواده رودخانه وب، عبور رودخانه عمیق‌تر شد و این ارتباط قطع شد.

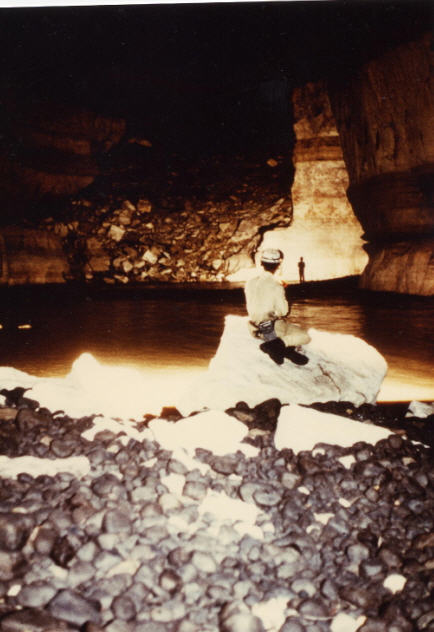
سافاری استریت که در آن از کنار فورده ۵ به دوردست نگاه می‌شود. در فاصله دور رودخانه به‌طور ناگهانی در نزدیکی گنبد بزرگ به سمت راست می‌چرخد. شیب تخته‌سنگ آغاز گذرگاه مولوسادی است.

گذرگاه در ساحل سنگریزه‌ای حدود ۴۰ متر عرض دارد—گسترده‌ترین گذرگاه در غار. در انتهای پایین‌دست ساحل، رودخانه بین دو ستون ناپدید می‌شود. ادامه مسیر رودخانه را در فورده ۱ قطع کرده و از مسیر اعداد هشت عبور می‌کند تا اینکه دوباره به رودخانه در فورده ۲ برسد. رودخانه در این گذرگاه مستطیلی ۱۵ متر عرض و ۲۰ متر ارتفاع برای ۳۰۰ متر به آرامی جریان می‌یابد.
مسیر ادامه به عبور و دوباره عبور از رودخانه از ساحل سنگریزه‌ای به ساحل سنگریزه‌ای در فورده‌های ۲، ۳، ۴ و ۵ شامل می‌شود. مسیرهای کوچکی در هر دو طرف وجود دارند. ساحل پس از فورده ۵ در زیر گنبد بزرگ به ارتفاع ۵۰ متر تمام می‌شود. در بانک مخالف، یک صعود شیب‌دار به گذرگاه مولوسادی منتهی می‌شود. فورده‌های عمیق و کوتاه ۶، ۷ و ۸ به ساحل سنگریزه‌ای و ورودی به اتاق ستون‌ها می‌روند. پس از خروج از فورده ۶ در بانک چپ، می‌توان وارد گذرگاه تونل راه‌آهن شد که مسیر جایگزینی به سمت گذرگاه مولوسادی است و فورده‌های ۷ و ۸ را دور می‌زند تا وارد اتاق ستون‌ها شود.
اتاق ستون‌ها ویژگی منحصر به فردی در دنیای غارها است. این اتاق شبیه به یک گذرگاه وسیع است که رودخانه وب را ترک کرده و حدود ۱۰۰ متر پایین‌دست به رودخانه بازمی‌گردد. این گذرگاه اطراف مجموعه‌ای از ستون‌های ضخیم که در مرکز اتاق به‌طور متراکم قرار دارند می‌چرخد. تونل راه‌آهن و گذرگاه مولوسادی از شمال وارد اتاق می‌شوند.
گذرگاه رودخانه از اتاق ستون‌ها ادامه می‌یابد و به مدت حدود ۲۰۰ متر به سمت بیگ رپیدز می‌پیچد. این ویژگی چشمگیر از مجموعه‌ای از سنگ‌های عظیم تشکیل شده است که به خوبی توسط فعالیت‌های رودخانه فرسوده شده‌اند. گذرگاه رودخانه ادامه می‌یابد و حدود ۲۵۰ متر به سمت یک منحنی می‌رود تا اینکه از کنار یک تخته‌سنگ عظیم به سمت نور خورشید در بازگشت هولوکا جریان یابد. رودخانه وب به جریان خود در دره ادامه می‌دهد. حدود ۲۵۰ متر پایین‌تر از آن، دره خشک در بانک چپ ظاهر می‌شود.

سمت چپ دره از بازگشت هولوکا تا دره خشک با مسیرهایی پر شده است که از دیواره‌های دره به بیرون می‌زنند و بسیاری از ورودی‌های غیرقابل استفاده به غار را تشکیل می‌دهند. بیشتر این مسیرها گذرگاه‌های کوچک هستند که پس از فرسایش توسط رودخانه به وجود آمده‌اند. استثنا ۲۵ متر عرض دارد و سالن بزرگ است که الگوی شکاف شمالی-جنوبی را دنبال می‌کند و وارد دره در بازگشت هولوکا می‌شود. در انتهای سالن بزرگ، پنهان پشت تخته‌سنگ‌ها، گذرگاه کم‌رنگ وجود دارد که پیدا کردن آن دشوار است. این گذرگاه در امتداد الگوی شکاف شرق-غربی قرار دارد. برخی از مسیرهای کوچک از کم‌رنگ به گذرگاه خالی می‌روند و سپس به بیگ رپیدز بازمی‌گردند. چندین مسیر کوچک از گذرگاه خالی به تخته‌سنگ‌های گیره می‌روند.

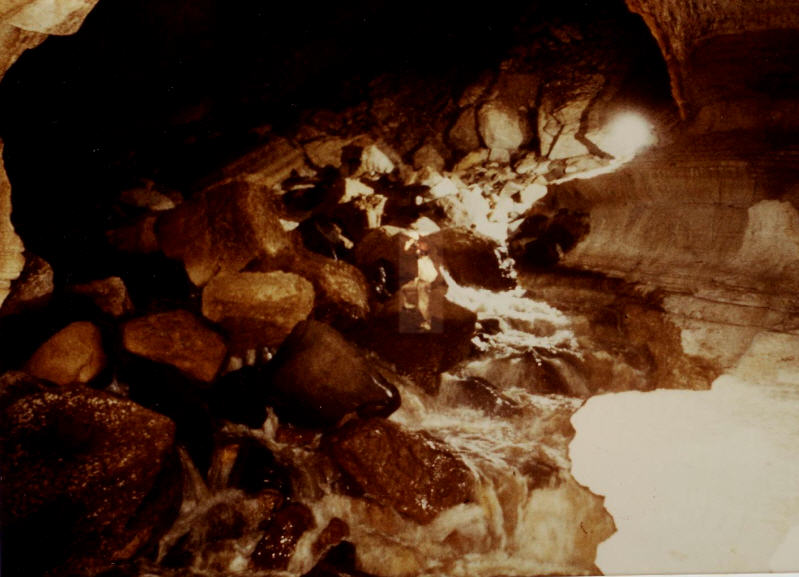
بیگ رپیدز: ایجاد شده توسط فروچاله و فرسایش بعدی توسط رودخانه زیرزمینی.

منطقه‌ای که توسط رودخانه، سالن بزرگ، کم‌رنگ و گذرگاه خالی احاطه شده است، شامل یک هزارتوی به هم پیوسته از مسیرها است. دو مورد از مهم‌ترین‌ها، گذرگاه بیل و گذرگاه تاتولوژی، بین رودخانه و سالن بزرگ می‌روند. این‌ها گذرگاه‌های شکاف بلند هستند و بالا رفتن از آن‌ها دسترسی به بالکن ۳۵ متری را فراهم می‌کند که ۷ متر پایین‌تر از بیگ رپیدز قرار دارد.
در امتداد سالن بزرگ و به‌طور متصل به آن از طریق چندین گذرگاه، گذرگاه فلینتستون قرار دارد. این گذرگاه به بسیاری از مسیرهای مختلف تقسیم می‌شود که به بانک چپ دره پایین‌تر از هولوکا وارد می‌شوند. دور از رودخانه، فلینتستون به یکی دیگر از گذرگاه‌های منحصر به فرد غار، گذرگاه دیوار گل‌ولای می‌رود که تقریباً تا سقف ۳ متری پر از گل‌ولای است. پس از فرایند پر شدن، یک دره منطقه هواده در امتداد طول گذرگاه قطع شده و نشان می‌دهد که گل‌ولای از لایه‌های نازک تشکیل شده است.
پس از ۲۰۰ متر، گذرگاه دیوار گل‌ولای وارد اتاقک کوچک دیوار گل‌ولای می‌شود. این اتاقک توسط آبی که از گذرگاه لینک در غرب آمده و به خط گذرگاه دیوار گل‌ولای قطع می‌شود، شکل گرفته و به گذرگاه ریم‌استون در شرق منتهی می‌شود. این جریان آب است که اتاقک را شکل داده است. بالا رفتن از اتاقک دیوار گل‌ولای به گذرگاه بات‌شیت می‌رسد که کف آن در گل‌ولای مرغی به عمق زانو است. این گذرگاه به اتاقک بزرگ‌تری به نام «استرودوم» می‌رسد که میزبان یک کلنی بزرگ از خفاش‌ها است.
گذرگاه لینک یک گذرگاه شکافی باریک است که به اتاقک ستون‌ها ارتباط دارد. مجموعه‌ای از گذرگاه‌های کوچک در دو سطح از گذرگاه لینک منشعب می‌شود و به سمت گذرگاه رودخانه می‌روند. یکی از این گذرگاه‌ها به گذرگاه گسترده‌ای به نام «گذرگاه کور» منتهی می‌شود که همچنین به اتاقک ستون‌ها می‌رسد. گذرگاه بالایی یک عبور تنگ است که به‌طور ظاهری به نام ورزشگاه ومبلی نام‌گذاری شده است. این گذرگاه در یک گسل تشکیل شده است. بررسی‌های تیم بریتانیایی در سال ۱۹۷۲ نشان داد که گسل ومبلی از یک گذرگاه در بانک راست رودخانه به استادیوم ومبلی، گذرگاه‌های دیوار گل‌ولای و ریم‌استون امتداد دارد.
فروچاله در فلات در مرکز خط گسل ومبلی قرار دارد. به وضوح این گسل نقش مهمی در فروریزی عمده‌ای که فروچاله را ایجاد کرد، ایفا کرده است. بقایای زیرزمینی ناشی از این فروریزی باعث شکل‌گیری بیگ رپیدز شده و مسئول ایجاد گیره‌های تخته‌سنگی در نزدیکی گذرگاه خالی است.